# 余元希
余元希（1915年—1989年），又名余源熙，男，浙江慈溪人，中国数学教育家，曾任华东师范大学教授，中国数学会理事。